# Villa romana del Rincón de la Victoria
La villa romana del Rincón de la Victoria, también conocida como villa Antiopa por su mosaico figurativo, es un yacimiento arqueológico ubicado en la provincia de Málaga, comunidad autónoma de Andalucía, España. Fue declarada Bien de Interés Cultural en la categoría de zona arqueológica el 8 de octubre de 2008.
Los estudios indican que la fase más antigua documentada actualmente de la zona residencial sería del siglo I, mientras que las termas tendrían su origen a finales del siglo III. Tras su descubrimiento en 2003, la villa se recuperó y se abrió al público el 19 de diciembre de 2022.

## Historia
Aunque los primeros indicios apuntan al siglo I después de Cristo, la mayoría de las estancias y los mosaicos hallados pertenecen a finales del siglo III. La villa se mantuvo en funcionamiento hasta el siglo V, cuando fue cayendo en desuso y terminó como corral. Un siglo más tarde los expoliadores arrasaron con la mampostería, los sillares de piedra y las esculturas, aunque se ha conservado un busto del dios Baco.

### Recuperación
Los primeros trabajos arqueológicos en la zona se llevaron a cabo entre 1986 y 1989, aunque apenas se descubrieron algunos restos de mosaicos muy fragmentados, con decoración pictórica. En 2003, mientras se estaba construyendo un bloque de pisos, se descubrieron nuevos mosaicos y estancias. Las obras se paralizaron y se cedieron los terrenos al Ayuntamiento del Rincón de la Victoria, a cambio de que la promotora inmobiliaria pudiera construir una planta más y otros solares. Gracias a este evento se pudo excavar la totalidad del solar, lo que coincidió con el área septentrional de la pars urbana, estructurada en un eje longitudinal de este a oeste a modo de gran pasillo. Se descubrieron trece estancias decoradas con mosaicos.
El 8 de octubre de 2008 la Junta de Andalucía declaró la villa romana del siglo III como Bien de Interés Cultural como zona arqueológica. Hasta 2018 no se consiguió la financiación para conservar los restos arqueológicos: el Gobierno de España adjudicó casi 700.000 euros gracias al 1,5% cultural, mientras que el consistorio aportó unos 900.000 euros. Finalmente, la villa romana se abrió al público el 19 de diciembre de 2022.

## Descripción
Los restos excavados corresponden a la zona noble de la villa, pars urbana, por lo que la instalación termal está disociada de las estancias domésticas propiamente dichas. La suntuosidad de estas estructuras se constata gracias al material exhumado durante las diversas intervenciones, de gran calidad y de impecable factura. El conjunto presenta un modelo de representación de las formas de vida, tanto en ámbito doméstico como industrial de la cultura romana, así como un ejemplo paradigmático del sistema productivo romano con una tipología característica en los asentamientos costeros.
La Sala I alberga el mosaico más relevante, ya que es el único que muestra una escena figurativa, en este caso en un medallón, con las imágenes de Zeus transformado en sátiro y Antíope, cuyo fruto de esta unión nacerán los gemelos Zeto y Anfión. Antíope va retratada como ménade tympanistria, casi desnuda y de espaldas al espectador.
La Villa Romana del Rincón de la Victoria destaca por sus grandes dimensiones y su rica decoración, reflejo del alto nivel económico de su propietario, al ser beneficiada por su posición marítima y por su proximidad a la vía costera que transitaría en sus inmediaciones. En este espacio se desarrolla un modelo de asentamiento característico del mundo romano, una gran villa a mare de la que se conoce un sector de la pars urbana formada por distintas estancias ricamente decoradas con mosaicos, y las termas, también con pavimentos musivos, que se encuentran disociadas de esta zona.
Por otro lado, los restos hallados en la zona alta parecen corresponder a un posible ninfeo, integrado por tres piletas, una de ellas circular, que conformarían una estructura cerrada. También se pudo documentar una estancia de grandes dimensiones situada justo en el otro extremo.
Según las intervenciones realizadas, la zona industrial de la villa, pars rústica o fructuaria, se sitúa al oeste de la instalación termal con dos piletas documentadas, separadas por un muro, donde se han hallado útiles de pesca.
Otro sector documentado, en este caso a mediados del siglo XX, sería la zona de necrópolis, según los datos de sepulturas dados por Giménez Reyna se hallaron ocho tumbas, una de ellas con tégulas a dos aguas y un enterramiento infantil en ánfora.
El interés de esta magnífica villa, integrada por los restos anteriormente mencionados, se complementa con los restos cerámicos localizados, así como los escultóricos que, aunque escasos, son muy significativos. A ello debemos sumarle una extensión cronológica amplia que permite estudiar la evolución del poblamiento en esta zona desde el siglo VII a. C. hasta el siglo V d. C., aunque hay huellas de cronología posterior, por ejemplo por la presencia de una torre almenara de cronología medieval y moderna.
Por lo tanto, los distintos elementos descritos formarían parte de una misma villa, suntuosamente ornamentada, buen reflejo de la posición de su propietario que sin duda, se vio beneficiado por la posición estratégica de su propiedad. Esta villa estaba situada junto al mar y destinada a la explotación de los recursos marinos, de lo que da buena muestra la presencia de piletas y útiles pesqueros, con ingresos lucrativos basados en la salazón de pescados y sobre todo, en la elaboración de demandadas salsas como el garum, que tanta fama dio a las costas del sur de Hispania y del Norte de África, sus centros productores. Las posibilidades de comercialización de estos productos se incrementaban además con la proximidad a la calzada costera que permitía, junto con el comercio marítimo, difundir estas producciones.

## En la cultura popular
En 2016 se realizó un cortometraje llamado Despoblados, en el que se denuncia la mala conservación y el expolio que ha sufrido este yacimiento histórico desde el año 2003, año de su descubrimiento. Dirigido por Jesús Sánchez y Ángel Salas, quedó finalista en el I Certamen de cortometrajes Noctiluca.